# Yhprums Gesetz
Yhprums Gesetz (engl. Yhprum’s Law) ist die Umkehrung von Murphys Gesetz, wobei Yhprum ein Ananym von Murphy ist, und lautet:

„Alles, was funktionieren kann, wird auch funktionieren.“

Richard Zeckhauser, Professor für politische Ökonomie an der Harvard University, formulierte das Gesetz folgendermaßen:

„Systeme, die nicht funktionieren sollten, tun es manchmal doch.“

Zeckhauser führte Yhprums Gesetz im Zusammenhang mit der Frage an, weshalb eine intensive und scheinbar selbstlose Partizipation bei der Bewertungsvergabe bei eBay zu beobachten ist, obwohl dies, ausgehend von konventionellen ökonomischen Theorien, eigentlich nicht zu erwarten wäre. Auch Resnick et al. sahen Yhprums Gesetz bei dem eBay-Bewertungssystem bestätigt, da dieses erfolgreich Kooperation ermögliche, obwohl es zwar den Anreiz zu betrügen verringere, den Betrug aber nicht ausschließe.